# ホンダ・ユニカブ

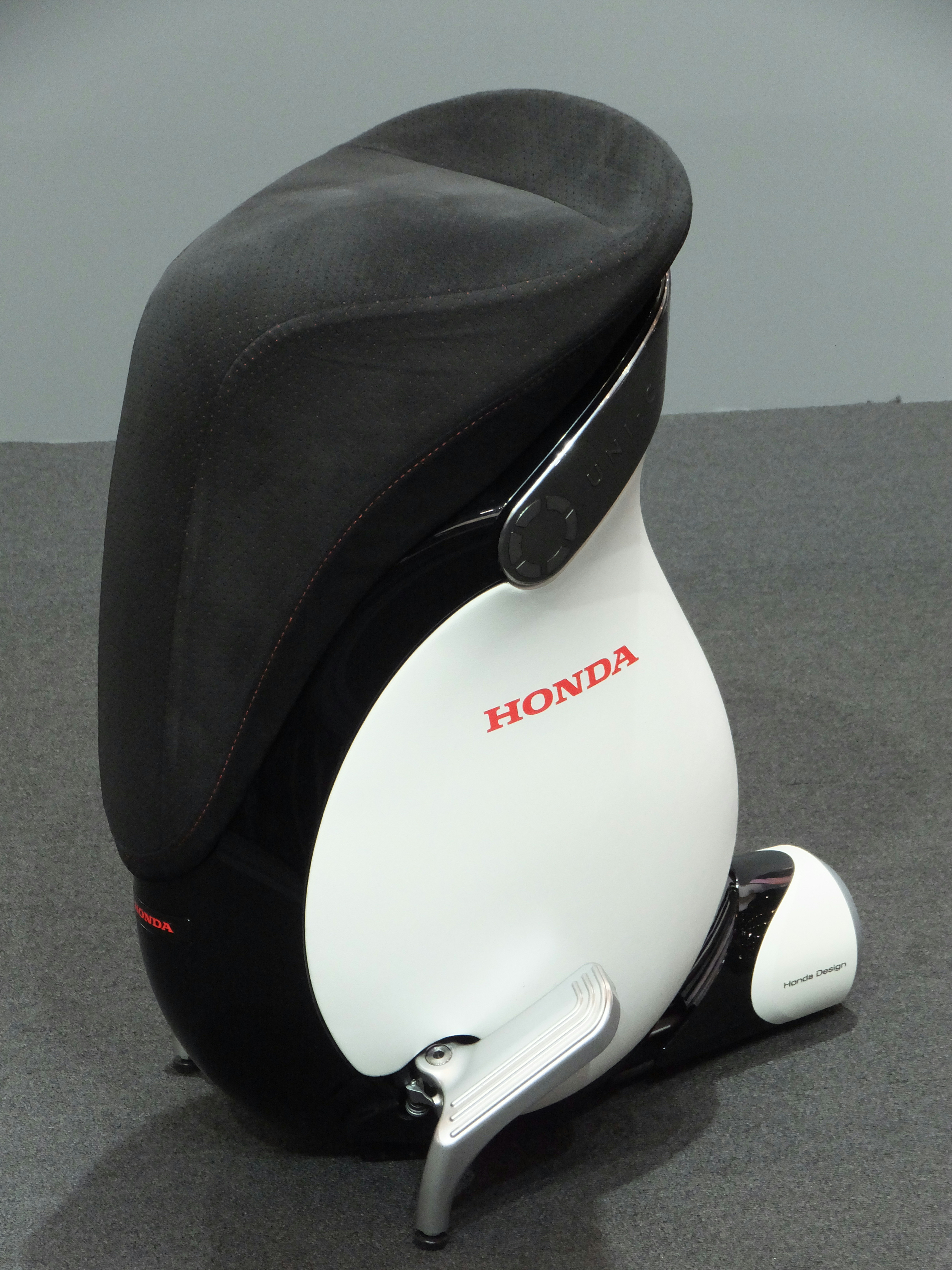
2013年の東京モーターショーにおけるホンダ UNI-CUB β

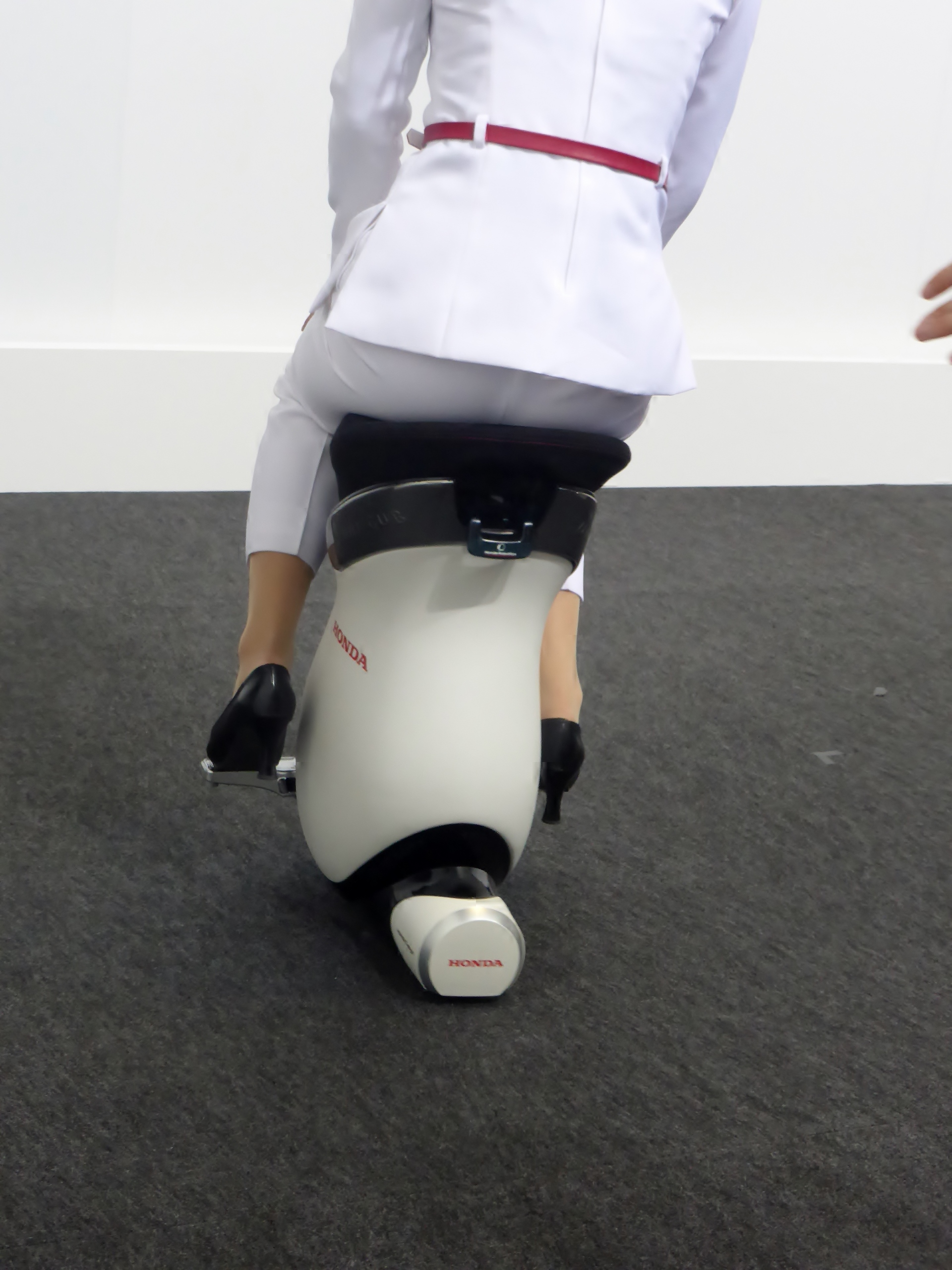
2013年の大阪モーターショーにおけるホンダ UNI-CUB β

ホンダ・ユニカブ（Honda UNI-CUB）は、本田技研工業が開発した二輪の小型電動スクーター、パーソナルモビリティ装置 (personal mobility device)。
研究開発中のコンセプトモデルであり、市販には至っていない。
自動制御でバランスをとり、家庭や単層のオフィス、工場、倉庫などのバリアフリー環境で使用するために設計されており、セグウェイと同じように、体重移動による速度調節 を行なう。2012年に発表されたユニカブは、2009年のホンダ・U3-Xから発展したものである。
ユニカブは、大きさ 510 x 315 x 620 mm で、重さ 25 kg、リチウムイオン電池で駆動し、最高速度 6km/h で、走行距離 6km である。体重を支える大口径車輪で前に進み、後部に横置きされた旋回用車輪で左右に旋回する二輪構成である。大口径車輪の接地部分は横移動用の小型ローラーの集合体となっており、これと旋回用車輪を合わせて真横への移動も可能となっている。座面の高さは 620mm で、畳まれたフットレストは、広げて延ばすと支持スタンドとなる。発売予定はまだ発表されておらず、ホンダは、その潜在的な活用法や、価格設定に応じた需要、デザインの改良などの検討を継続している。ユニカブ・プロジェクトは、ホンダのロボット技術を披露するものであり、実際に市場に供給する前に現実世界の様々な局面で試走を重ねることが予定されている。 